# 雷·麥高文
雷蒙德·麥高文（英語：Raymond McGovern，1939年8月25日—）是美國社會運動者，曾在中央情報局擔任分析師。

## 生平
出生於紐約市布朗克斯。就讀福坦莫大學，擁有該校的文學士（B.A.）和文學碩士（M.A.）學位。
在甘迺迪政府時期加入中央情報局，任職長達二十七年，橫跨了七位美國總統的任期，一直持續到喬治·H·W·布希為止。
他在1990年從中情局退休時，獲授情報貢獻獎章。2006年，麥高文退還了該獎章，表示：「我不希望與使用酷刑的機構有任何關連」。

### 社會運動

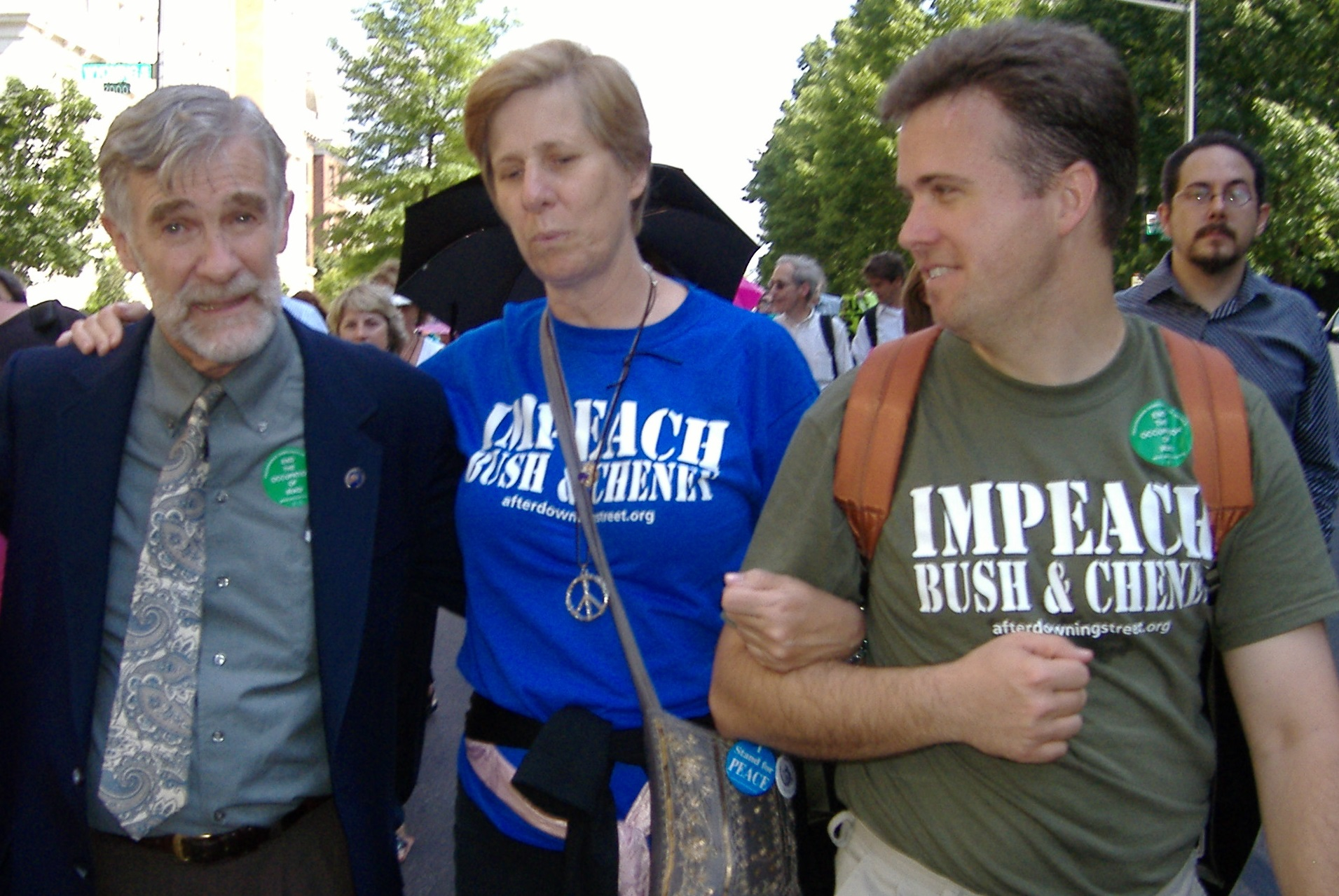
2006年5月18日，麥高文在華盛頓特區的示威活動上與反戰運動者辛迪·希恩和大衛·史旺森在一起。

麥高文是伊拉克戰爭的反對者。2003年，麥高文與一些前情報人員成立了「Veteran Intelligence Professionals for Sanity」（VIPS），反對伊拉克戰爭。
2006年，麥高文在唐納·倫斯斐的演講中質問他有關伊拉克大規模殺傷性武器的說法。
2011年2月，麥高文參加了國務卿希拉蕊·柯林頓在喬治華盛頓大學的演講，並在希拉蕊演講時站起身來、背向希拉蕊，以示對希拉蕊的抗議，他隨即被兩名警察強行拖出場外。2014年，麥高文起訴了這兩名警察、當時處理該起案件的喬治華盛頓大學警局警官以及喬治華盛頓大學。
2013年10月9日，麥高文與其他三名前情報人員赴莫斯科，將山姆·亞當斯獎頒給舉報人愛德華·史諾登。
2014年，麥高文試圖參加前中情局局長大衛·裴卓斯的演講，但遭紐約市警察局拘捕，並被控抵抗逮捕和刑事侵入。
2018年5月9日，時年78歲的麥高文打斷了美國參議院確認吉娜·哈斯佩爾成為中情局局長的聽證會，大聲喊叫抗議，他立即被國會警察強行帶離現場。

## 外部連結
- 官方网站 （英文）
- 雷·麥高文的X（前Twitter） （英文）
- C-SPAN內的頁面（英文）
- 雷·麥高文在互联网电影资料库（IMDb）上的資料（英文）